# Моріц фон Біссінг
Барон Моріц Фердинанд фон Біссінг (нім. Moritz Ferdinand Freiherr von Bissing; 30 січня 1844, Белльманнсдорф, Німецька імперія — 18 квітня 1917, Вілворде, Бельгія) — німецький воєначальник, генерал-полковник Прусської армії.

## Біографія
Син землевласника Моріца фон Біссінга (1802–1860) та його дружини Доротеї, уродженої баронеси фон Галль (1800–1847). Він вступив у Прусську армію в 1865 році і брав участь у австро-прусській та французько-прусській війнах. Після цього  він служив у різних військових частинах, а також у Генеральному штабі у Берліні. Він досяг звання оберста в 1890 році, став генерал-майором в 1893 році, а в 1897 році був підвищений до генерал-лейтенанта, коли йому було доручено командування 29-ю піхотною дивізією, дислокованої у Фрайбурзі-ім-Брайсгау. У травні 1901 року він став командиром 7-го армійського корпусу, дислокованого в Мюнстері, яким він командував до виходу у відставу в 1907 році.
На початку Першої світової війни Біссінг був призваний на службу і став заступником командувача 7-го армійського корпусу Карла фон Айнема, який входив до складу 2-ї армії під командуванням Карла фон Бюлова. Зі своїм корпусом Біссінг брав участь в облозі Льєжа, а потім у битві на Марні.
У листопаді 1914 році Бісінг був підвищений до генерал-полковника і був призначений генерал-губернатором окупованої Бельгії, замінивши на цій посаді Кольмара фон дер Гольца. Німецька влада в Берліні вважала, що Бельгія має бути розділена за етнічною ознакою між фламандцями, які були лінгвістично та культурно схожі з німцями, та валлонами, які культурно та мовно залежали від Франції. Біссінг не повністю поділяв погляди Берліна на поділ Бельгії, враховуючи, що більшість фламандців, як і раніше, не підтримували поділ країни. Це було особливо актуально, коли фламандці навіть висловили опір відкриттю Гентського університету як університету, де будуть використовувати виключно фламандську мову. Проте рішенням від 21 березня 1917 року Біссінг реалізував політику Берліна і розділив Бельгію на дві адміністративні області: Фландрію і Валлонію.
Моріц фон Біссінг пішов з посади генерал-губернатора 14 квітня 1917 року, невдовзі після адміністративного поділу Бельгії, через давню хворобу легень, і його змінив Людвіг фон Фалькенгаузен. Через 4 дні він помер і був похований на цвинтарі Інваліденфрідгоф в Берліні.

## Сім'я
22 серпня 1872 року одружився в Дрездені з Міррою Везендонк (7 серпня 1851, Цюріх — 10 липня 1888, Мюнхен), дочкою торговця Отто Везендонка (1815–1896) і його дружини, поетеси Агнес Матильди Везендонк, уродженої Люкемеєр (1828–1902). В пари народився син, майбутній єгиптолог Фрідріх Вільгельм фон Біссінг (1873–1956).
В 1890 році одружився в Бранденбурзі-на-Гафелі з графинею Алісою фон Кенігсмарк (24 жовтня 1867), дочкою депутата рейхстагу і політика графа Карла фон Кенігсмарка. В пари народились 3 дітей — Вільгельм Моріц (1891), Марі-Елізабет (1896) і Йозеф-Вільгельм (1900).

## Нагороди

### Королівство Пруссія[2]
- Залізний хрест 2-го класу
- Орден Червоного орла
  - 3-го класу з бантом (17 червня 1890)[3]
  - 2-го класу з дубовим листям, короною і зіркою[4]
    - орден (1895)
    - зірка (15 червня 1898)

  - великий хрест з короною
- Орден Корони (Пруссія) 1-го класу з мечами на кільці
- Королівський орден дому Гогенцоллернів, командорський хрест із зіркою
- Хрест «За вислугу років» (Пруссія) (25 років)
- Столітня медаль
- Орден Чорного орла з ланцюгом
- Почесний доктор політичних наук Мюнстерського університету (2 грудня 1915)

### Австро-Угорщина[5]
- Орден Залізної Корони 2-го класу (1889)
- Орден Франца Йосифа, командорський хрест із зіркою (1892)

### Королівство Італія[2]
- Орден Святих Маврикія та Лазаря, великий хрест
- Орден Корони Італії, великий офіцерський хрест

### Королівство Румунія[2]
- Орден Зірки Румунії, великий офіцерський хрест
- Орден Корони Румунії, великий офіцерський хрест

### Інші країни або династії
- Орден Альберта (Саксонія)
  - лицарський хрест 1-го класу (1871)
  - командорський хрест 1-го класу (1896)[6]
  - великий хрест з мечами на кільці
- Орден Фрідріха (Вюртемберг), лицарський хрест 1-го класу з мечами (1871)
- Орден Меча, командорський хрест (Шведсько-норвезька унія; 31 серпня 1888)
- Орден Данеброг, командорський хрест 1-го класу (Данія; 30 листопада 1891)
- Орден Церінгенського лева, великий хрест (Велике герцогство Баденське; 1900)[7]
- Орден «За військові заслуги» (Баварія) 1-го класу[2]
- Орден Генріха Лева, командорський хрест 2-го класу (Брауншвейзьке герцогство)[2]
- Орден дому Ліппе, почесний хрест 1-го класу[2]
- Орден Грифона, великий командорський хрест (Мекленбург-Шверінське герцогство)[2]
- Орден Леопольда I, офіцерський хрест (Бельгія)[2]
- Орден Оранських-Нассау, великий офіцерський хрест (Нідерланди)
- Орден Меджида 1-го класу (Османська імперія)
- Орден дому Саксен-Ернестіне, лицарський хрест 2-го класу
- Орден Святої Анни 2-го ступеня (Російська імперія)[2]